# Architecture & Morality
Architecture & Morality ist das dritte Studioalbum der britischen Pop-Band Orchestral Manoeuvres in the Dark. Es wurde im November 1981 veröffentlicht.
Der Titel des Albums wurde von Martha Ladly (Martha and the Muffins) vorgeschlagen und bezieht sich auf das Buch Morality and Architecture („Moral und Architektur“) des Historikers David Watkin.
Aus Architecture & Morality wurden drei Singles ausgekoppelt, die sich in verschiedenen Musikcharts erfolgreich platzieren konnten. Das Album gilt als größter Erfolg der Band, sowohl kommerziell als auch bei den Kritikern. Bis 2009 wurden mehr als drei Millionen Exemplare verkauft.

## Das Album und seine Singles
Aus Architecture & Morality wurden im Vereinigten Königreich, dem Heimatmarkt der Band, drei Singles ausgekoppelt, die sich alle drei weit oben in den UK Top 40 platzieren konnten: Souvenir auf Platz Nr. 3, Joan of Arc auf Platz Nr. 5 und Maid of Orleans (The Waltz Joan of Arc) auf Platz Nr. 4. Die Singles waren auch in anderen internationalen Charts sehr erfolgreich. So erreichte Maid of Orleans (The Waltz Joan of Arc) eine Nr. 1 in Deutschland.
In musikalischer Hinsicht ist das Album unter anderem für die ausgiebige Verwendung des Mellotron bemerkenswert, einem mechanischen Tonband-Wiedergabe-Gerät, das im Allgemeinen eher mit dem Progressive Rock der frühen 1970er Jahre in Verbindung gebracht wird, als mit dem Synthpop der 1980er Jahre.
Das Schallplattencover wurde von Peter Saville und Brett Wickens gestaltet. Während die Erstveröffentlichung von Architecture & Morality in einem hellen Gelborange gehalten war (mit maschinengestanzter Innenhülle), erschienen verschiedene Wiederveröffentlichungen in Blau, Gelb, Grau oder Grün.
Der zehnte bis sechzehnte Titel der remasterten Wiederveröffentlichungen waren B-Seiten der drei Singles und das Stück Gravity Never Failed, das ursprünglich als eigene Single geplant war, aber als Outtake erst 1988 als B-Seite zur Single Dreaming aus dem Album The Best of OMD veröffentlicht wurde.
Remixe von The Romance of the Telescope und Of All the Things We’ve Made erschienen auf dem 1983 veröffentlichten Folgealbum Dazzle Ships.
Alle Songs des Albums gehörten zur Setlist der Konzerte, die OMD auf ihrer Comeback-Tournee 2007 spielten.
Zum 40-jährigen Jubiläum gab es 2021 eine Sonderausgabe Architecture & Morality – The Singles. Enthalten sind die drei Singlehits des Albums und alle B-Seiten, mit denen sie veröffentlicht wurden, sowie verschiedene alternative Versionen und Liveaufnahmen dieser Songs.

## Singleauskopplungen
| Jahr | Titel                                   | Höchstplatzierung, Gesamtwochen, AuszeichnungChartplatzierungen (Jahr, Titel, , Platzierungen, Wochen, Auszeichnungen, Anmerkungen) | Höchstplatzierung, Gesamtwochen, AuszeichnungChartplatzierungen (Jahr, Titel, , Platzierungen, Wochen, Auszeichnungen, Anmerkungen) | Höchstplatzierung, Gesamtwochen, AuszeichnungChartplatzierungen (Jahr, Titel, , Platzierungen, Wochen, Auszeichnungen, Anmerkungen) | Höchstplatzierung, Gesamtwochen, AuszeichnungChartplatzierungen (Jahr, Titel, , Platzierungen, Wochen, Auszeichnungen, Anmerkungen) | Anmerkungen                                               |
| Jahr | Titel                                   | DE | AT | CH | UK | Anmerkungen                                               |
| ---- | --------------------------------------- | --- | --- | --- | --- | --------------------------------------------------------- |
| 1981 | Souvenir                                | DE39 (17 Wo.)DE | — | — | UK3 (12 Wo.)UK | Erstveröffentlichung: 4. August 1981 Verkäufe: + 200.000  |
| 1981 | Joan of Arc                             | — | — | — | UK5 (14 Wo.)UK | Erstveröffentlichung: 9. Oktober 1981 Verkäufe: + 200.000 |
| 1982 | Maid of Orleans (The Waltz Joan of Arc) | DE1 (39 Wo.)DE | AT2 (14 Wo.)AT | CH4 (16 Wo.)CH | UK4 (10 Wo.)UK | Erstveröffentlichung: 15. Januar 1982 Verkäufe: + 450.000 |

Das Album erreichte außerdem in den Albumcharts der Niederlande Platz 1, in Kanada Platz 18, in Frankreich Platz 21, in Neuseeland Platz 22 und in Schweden Platz 28.

## Titelliste
Alle Songs wurden von Andy McCluskey und Paul Humphreys geschrieben (Ausnahmen sind in Klammern angegeben).
| Erstveröffentlichung | remasterte CD 2003 |
| --- | --- |
| Seite 1: 1. The New Stone Age (McCluskey) 3:22 Seite 1: 2. She’s Leaving 3:28 Seite 1: 3. Souvenir (Humphreys, Cooper) 3:39 Seite 1: 4. Sealand 7:47 Seite 2: 1. Joan of Arc (McCluskey) 3:48 Seite 2: 2. Joan of Arc (Maid of Orleans) (McCluskey) 4:12 Seite 2: 3. Architecture and Morality (Instrumental) 3:24 Seite 2: 4. Georgia 3:24 Seite 2: 5. The Beginning and the End 3:48 | 01. The New Stone Age (McCluskey) 3:22 02. She’s Leaving 3:28 03. Souvenir (Humphreys, Martin Cooper) 3:39 04. Sealand 7:47 05. Joan of Arc (McCluskey) 3:48 06. Joan of Arc (Maid of Orleans) (McCluskey) 4:12 07. Architecture and Morality (Instrumental) 3:24 08. Georgia 3:24 09. The Beginning and the End 3:48 Bonustracks 10. Extended Souvenir (Humphreys, Cooper) 4:16 11. Motion and Heart 3:07 12. Sacred Heart 3:30 13. The Romance of the Telescope 3:22 14. Navigation 3:00 15. Of All the Things We’ve Made 3:25 16. Gravity Never Failed 3:24 |

| CD/DVD 2007 | The Singles 2021 |
| --- | --- |
| CD wie in der Veröffentlichung von 2003 Zusätzlicher Inhalt der DVD: 1. Souvenir (Humphreys, Cooper) – Promo-Video 2. Joan of Arc (McCluskey) – Live at Top of the Pops, 29. Oktober 1981 3. Maid of Orleans (The Waltz of Joan of Arc) (McCluskey) – Promo-Video 4.–17. „Live at the Theatre Royal Drury Lane“, 4. Dezember 1981 4. Almost 5. Mystereality 6. Joan of Arc (McCluskey) 7. Motion and Heart 8. Maid of Orleans (McCluskey) 9. Statues (McCluskey) 10. Souvenir (Humphreys, Cooper) 11. The New Stone Age (McCluskey) 12. Enola Gay (McCluskey) 13. Bunker Soldiers 14. Electricity 15. She’s Leaving 16. Julia’s Song (McCluskey, Humphreys, Julia Kneale) 17. Stanlow | Drei farbige Vinyl-LPs (limitiert) oder eine CD LP 1: 1. Souvenir 2. Motion & Heart (Amazon Version) 3. Sacred Heart 4. Souvenir (Demo) 5. Choir Song (Rough Mix) 6. Motion & Heart (Live at Drury Lane, 1981) LP 2: 1. Joan of Arc 2. The Romance of the Telescope (Unfinished) 3. Joan of Arc (Live at Drury Lane, 1981) 4. Joan of Arc (Rough Mix) 5. New Song (Georgia Demo) 6. She’s Leaving (Demo) LP 3: 1. Maid of Orleans (The Waltz of Joan of Arc) 2. Navigation 3. Sealand (Demo) 4. Submarines 5. Maid of Orleans (Demo) 6. Maid of Orleans (The Waltz of Joan of Arc) (Live at Drury Lane, 1981) |

## Kritiken
The Guardian führt Architecture & Morality in seinem Buch 1001 Albums You Must Hear Before You Die auf („1001 Alben, die du gehört haben musst, bevor du stirbst“), die Musikzeitschrift Mojo in ihren The 80 Greatest Albums from the 80’s („Die 80 Größten Alben der 1980er Jahre“). AllMusic vergab in seiner Bewertung 4,5 von 5 Sternen für Architecture & Morality. Dort bezeichnet Ned Raggett das Album als Höhepunkt der Band in Bezug auf ständige Experimentierfreudigkeit und gleichzeitige Mainstream-Tauglichkeit. In seiner Kritik für die BBC anlässlich der Veröffentlichung von DVD und neu abgemischter CD 2007 nannte Amar Patel das Album OMDs bahnbrechendes Werk. Pitchfork Media vergab 8,7 von 10 Punkten, Uncut vier von fünf Sternen.

## Kommerzieller Erfolg

### Chartplatzierungen
| ChartsChartplatzierungen       | Höchstplatzierung | Wochen/ Monate |
| ------------------------------ | ----------------- | -------------- |
| Deutschland (GfK)              | 8 (27 Wo.)        | 27 Wo.         |
| Österreich (Ö3)                | 16 (0,5 Mt.)      | 0,5 Mt.        |
| Vereinigte Staaten (Billboard) | 144 (12 Wo.)      | 12 Wo.         |
| Vereinigtes Königreich (OCC)   | 3 (39 Wo.)        | 39 Wo.         |

| ChartsJahrescharts (1982) | Platzierung |
| ------------------------- | ----------- |
| Deutschland (GfK)         | 24          |

### Auszeichnungen für Musikverkäufe
| Land/Region                  | Auszeichnungen für Musikverkäufe (Land/Region, Auszeichnung, Verkäufe) | Verkäufe |
| ---------------------------- | ---------------------------------------------------------------------- | -------- |
| Niederlande (NVPI)           | Gold                                                                   | 50.000   |
| Spanien (Promusicae)         | Platin                                                                 | 100.000  |
| Vereinigtes Königreich (BPI) | Platin                                                                 | 300.000  |
| Insgesamt                    | 1× Gold · 2× Platin ·                                                  | 450.000  |